# Mitrephora basilanensis
Mitrephora basilanensis är en kirimojaväxtart som beskrevs av Elmer Drew Merrill. Mitrephora basilanensis ingår i släktet Mitrephora och familjen kirimojaväxter. Inga underarter finns listade i Catalogue of Life.